# Magnus Sinus

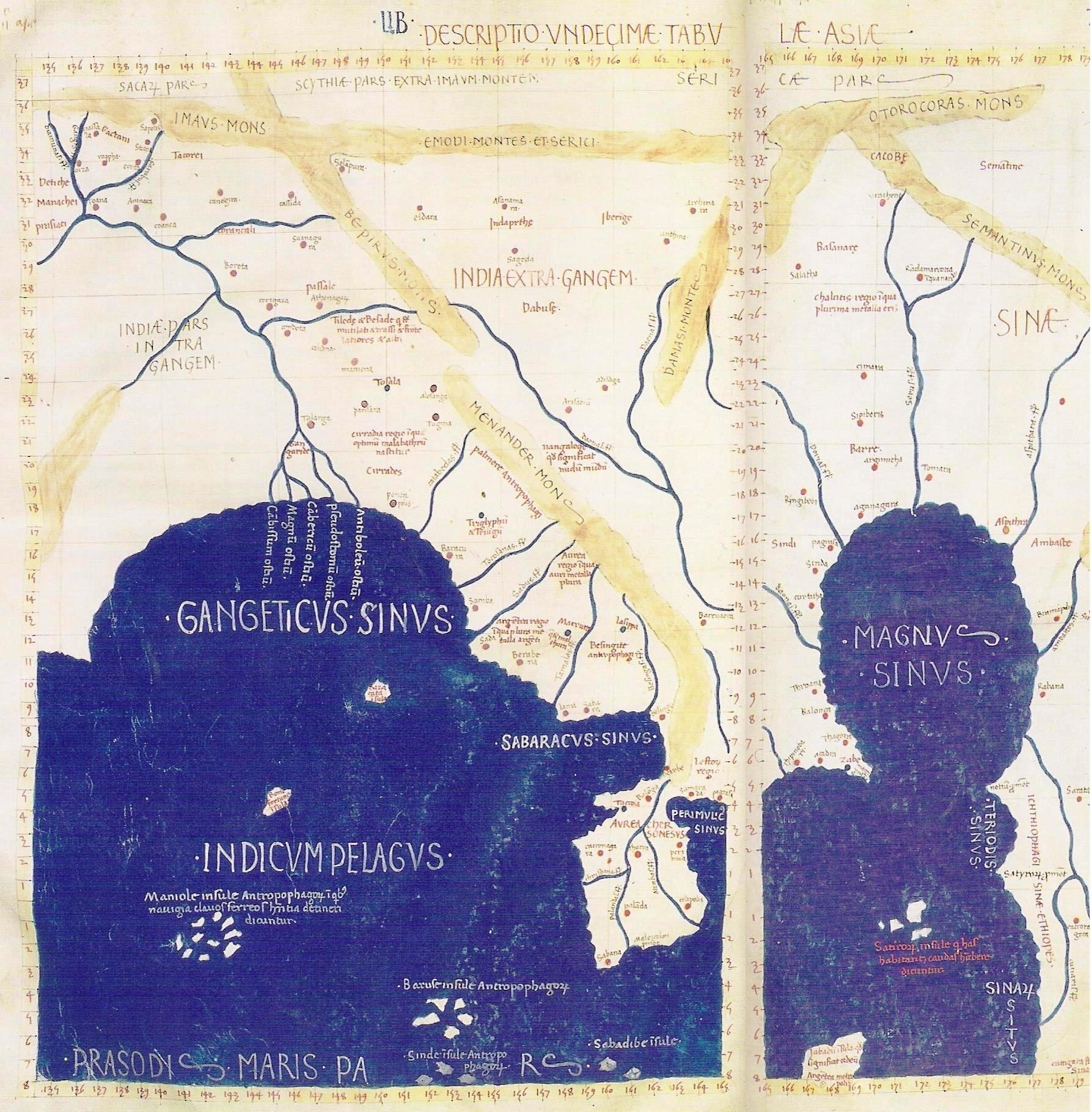
Mappa dell'Asia dell'XI secolo tratta dalla Geografia di Tolomeo (Harleian MS 7182).

Magnus Sinus o Sinus Magnus (in greco: ὀ Μέγας Κόλπος, o Mégas Kólpos; anche italianizzato in «Grande Golfo») era il nome con cui i cartografi greci, romani, arabi, persiani e rinascimentali indicavano la zona di mare costituita dal golfo del Siam e dal mar Cinese Meridionale. L'appellativo venne in seguito allargato per breve tempo all'oceano Pacifico, prima di scomparire dalle mappe.

## Storia
Il golfo e il suo porto principale di Cattigara erano stati presumibilmente raggiunti da un mercante greco del I secolo chiamato Alessandro, che tornò sano e salvo e lasciò un periplo del suo viaggio. Secondo il suo racconto Cattigara era «ad alcuni giorni» di vela da Zaba, ma questi «alcuni giorni» furono interpretati come «innumerevoli» da Marino di Tiro e «pochi» da Tolomeo. Sia le opere di Alessandro che di Marino sono andate perdute, ma sono state rivendicate come fonti da Tolomeo nella sua Geografia. Tolomeo (e presumibilmente Marino prima di lui) seguirono Ipparco nel considerare l'oceano Indiano un mare chiuso, posizionando Cattigara sulla sua sponda orientale sconosciuta. La distesa di mare che si estende tra questa e la penisola malese (il «Chersoneso Aureo») venne chiamata il Grande Golfo.
La Geografia di Tolomeo venne tradotta in arabo da un gruppo di studiosi, tra cui al-Khwārizmī, nel IX secolo, durante il regno di al-Maʿmūn. A quel tempo, mercanti arabi come Solimano avevano iniziato a commerciare regolarmente con la Cina Tang e, dopo aver attraversato lo stretto di Malacca en route, dimostrarono che il mare Indiano comunicava con l'oceano aperto. Alcuni mercanti africani dimostrarono, allo stesso modo, che la costa non svoltava bruscamente verso est a sud di Capo Prasum, oltre Zanzibar, come sosteneva Tolomeo. Di conseguenza, nel suo influente Libro della Descrizione della Terra, al-Khwārizmī rimosse le coste dell'oceano Indiano sconosciute a Tolomeo. Le terre conosciute ad est del Grande Golfo, tuttavia, continuarono a comparire sulle mappe sotto forma di penisola fittizia (oggi generalmente conosciuta come Coda di Drago).

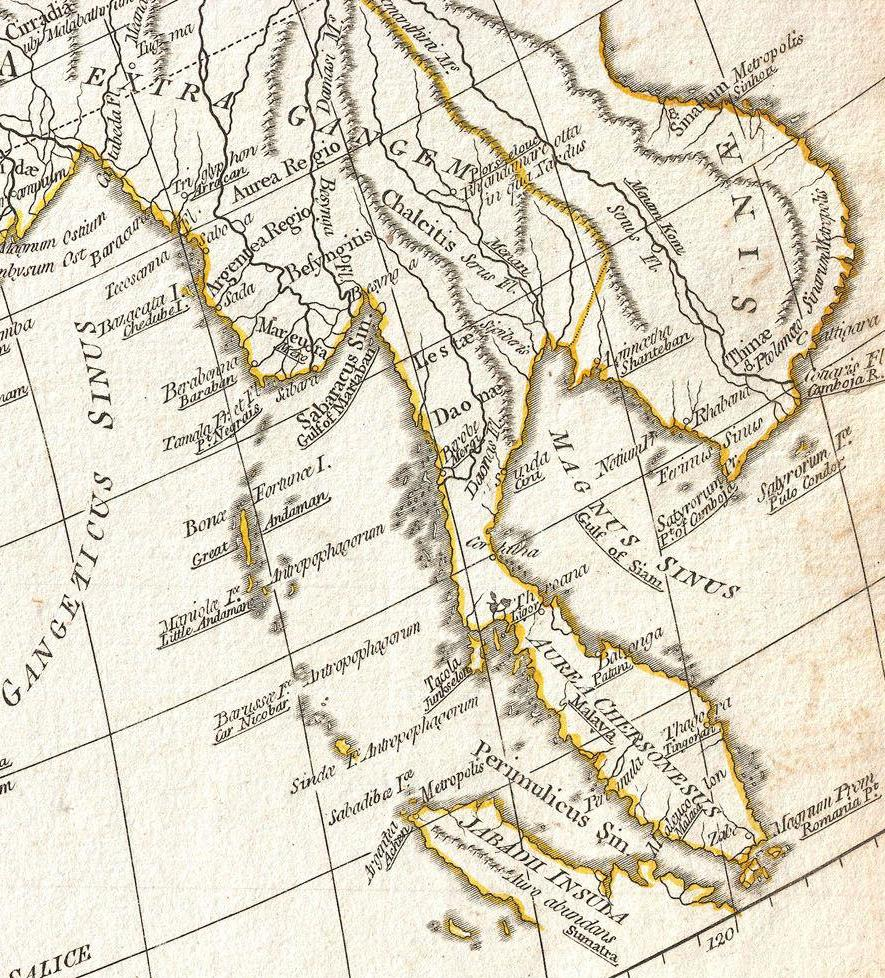
Un dettaglio di una mappa del XVIII secolo mostra la comune identificazione del Grande Golfo con il golfo del Siam.

Poco dopo il 1295, Massimo Planude, nella Chiesa di San Salvatore in Chora di Costantinopoli (Istanbul), riportò in auge il testo greco di Tolomeo e le mappe in esso contenute. Questo venne tradotto in latino a Firenze da Jacopo d'Angelo intorno al 1406, facendo sì che le informazioni in esso contenute, giuste o sbagliate che fossero, si diffondessero in tutta l'Europa occidentale. In un primo momento le mappe riportavano nuovamente il mare Indiano chiuso dalle terre di Tolomeo. In seguito alla circumnavigazione dell'Africa da parte di Bartolomeo Diaz, comunque, le mappe di Enrico Martello e di Martin Behaim iniziarono a presentare una nuova versione della Coda di Drago, comprendente dettagli tratti da Marco Polo. Già nel 1540, il susseguirsi delle esplorazioni portò Sebastian Münster a confondere il Grande Golfo con l'oceano Pacifico ad ovest delle Americhe, tanto da fargli ipotizzare che l'Alessandro del I secolo fosse giunto in un porto del Perù e fosse tornato sano e salvo. L'idea venne ripresa da Ortelio e altri. (Alcuni studiosi sudamericani moderni hanno ripreso l'idea alla fine degli anni '90, ma non ci sono prove sostanziali a supporto dell'ipotesi) Il Grande Golfo scomparve infine dalle mappe man mano che giungevano testimonianze più accurate dalle Indie Orientali e Occidentali.

## Descrizione
I dettagli del Grande Golfo cambiano un po' a seconda delle rappresentazioni, ma in base alle testimonianze tolemaiche antiche e rinascimentali esso era cinto ad ovest dal Chersoneso Aureo e a nord e ad est dai porti della Sinae, tra i quali il più importante era Cattigara. I cartografi islamici medievali seguirono al-Khwārizmī nel porre a sud-est del golfo uno stretto comunicante con il Mar delle Tenebre. Credendo, sulle orme di Tolomeo, che la circonferenza della Terra fosse più piccola di quanto non lo sia in realtà, durante le prime fasi delle grandi scoperte geografiche i cartografi espansero sempre più il Golfo fino a farlo combaciare con l'oceano Pacifico ad ovest del Sudamerica, considerato come una penisola sud-orientale dell'Asia.
Gli studiosi moderni concordano tra loro nel riconoscere nel Chersoneso Aureo una forma della penisola malese, ma non tutti si trovano d'accordo nel far confluire nel Grande Golfo di Tolomeo anche il mar Cinese Meridionale. Quelli che seguono la navigazione di Alessandro da Zaba, sulla sua costa settentrionale, a Cattigara, su quella sud-orientale, ritengono che esso sia il solo golfo del Siam, e identificano Cattigara con le rovine di Óc Eo, città del regno del Funan nel Thoại Sơn. Il fiume Cottiaris lungo la quale sorgeva poteva essere un antico corso del Mekong che una volta attraversava il sito prima di gettarsi nel golfo del Siam. Altri, ignorando la rotta presa da Alessandro perché troppo confusa, ma identificando Cattigara con l'importante emporio commerciale han di Longbian, credono che il Grande Golfo sia in realtà il golfo del Tonchino e ritengono che il golfo del Siam (se raffigurato) sia solo una piccola insenatura presente lungo la costa orientale del Chersoneso Aureo. In tal caso, il fiume Cottiaris sarebbe il Fiume Rosso, uno dei più importanti del Vietnam. Panyu (l'odierna Canton) era stato il porto più importante del regno di Nanyue, ma l'identificazione della Cattigara di Tolomeo con questa città di epoca han affacciata su quello che i cinesi chiamavano Nanhai, cioè Mare Meridionale, seppur accettata da tanti in passato, riceve oggi tra gli studiosi un credito di poco superiore a quanti la collocano in Perù.